# Isle, Haute-Vienne
Isle (tiếng Occitan: Isla) là một xã của tỉnh Haute-Vienne, thuộc vùng Nouvelle-Aquitaine, miền trung nước Pháp.